# Английская набережная
Англи́йская на́бережная — набережная в Адмиралтейском районе Санкт-Петербурга. Проходит по левому берегу Большой Невы от Сенатской площади до набережной Ново-Адмиралтейского канала. Завершает череду невских набережных на левобережье. 

## Наименование
20 апреля 1738 года присвоено наименование Береговая Нижняя Набережная улица, связано с тем что набережная находится ниже по течению реки Невы, относительно Верхней Набережной улицы (теперь Дворцовая набережная). Параллельно существовали названия Береговая улица, Набережная улица, Набережная Большой Невы Реки линия, Нижняя Набережная линия. Со второй половины XVIII века параллельно употреблялись названия Исаакиевская Нижняя Набережная линия, Исаакиевская набережная улица, Исаакиевская набережная, Галерная линия, Галерная Набережная линия, Галерная Исаакиевская набережная улица, Галерная линия, Невская линия, Аглинская линия, Аглинская набережная (название дано по тому, что «большая часть жителей Галерного двора суть английские купцы»).
С 1829 года по 8 сентября 1918 года носила название Английская набережная. В период с 1918 по 1994 год года она называлась набережной Красного Флота, в честь моряков Балтийского Флота, которые приняли активное участие в Октябрьской революции. 8 сентября 1994 года возвращено историческое название Английская набережная, в связи с приездом в Санкт-Петербург английской королевы Елизаветы II.

## История

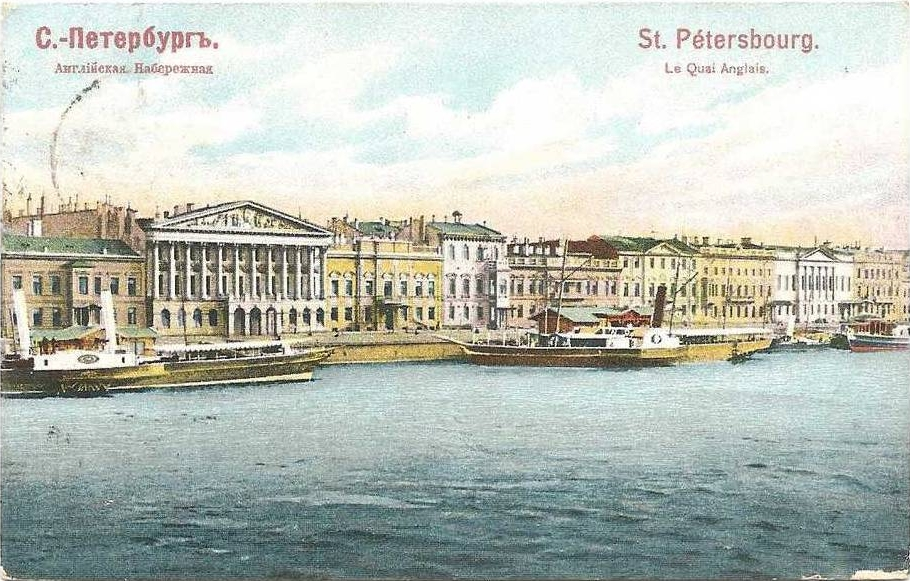
Английская набережная в конце XIX века

Возникла в начале XVIII века в нижнем течении Большой Невы. Отсюда произошло её первое название — Береговая Нижняя набережная улица. От Исаакиевской церкви, стоявшей на месте Медного всадника, произошло её второе название — Исаакиевская набережная. Её третье название — Галерная набережная, появилось вместе со строительством Галерной верфи за Ново-Адмиралтейским каналом. В XVIII веке здесь начали селиться английские купцы и была открыта Англиканская церковь Иисуса Христа (дом № 56) — отсюда пошло её четвёртое и настоящее название.
В период с 1918 по 1994 год года она называлась набережной Красного Флота, в честь моряков Балтийского Флота, которые приняли активное участие в Октябрьской революции. Около дома № 44 находится гранитная стела в память о стоянке крейсера «Аврора» напротив этого места в ночь на 25 октября (7 ноября) 1917 год. Стела установлена в 1939 году по проекту архитектора А. И. Гегелло. Первоначальное название Английская набережная было возвращено в 1994 году во время подготовки к визиту британской королевы Елизаветы II в Санкт-Петербург.

## Примечательные здания

### Здание Сената (Сенатская площадь, дом 1, Английская набережная, дом 2,Галерная улица, дом 1)
Правительствующий Сенат или Конституционный суд Российской Федерации. Построено в 1829—1834 годах по проекту архитектора К. И. Росси. Два здания в стиле позднего классицизма или русского ампира, соединены триумфальной аркой, перекинутой над Галерной улицей для двух государственных органов управления Российской империи: Сената и Святейшего Правительствующего Синода. Фасад здания Сената отмечен восьмиколонными портиками коринфского ордера, лоджиями, гранитными лестницами и пандусами, к Неве обращен фасад отмеченный изогнутой по дуге монументальной колоннадой. В 1925 году в здании разместился Российский государственный исторический архив. В мае 2008 года в здание Сената переехал Конституционный суд Российской Федерации. На здании размещена мемориальная доска с надписью: «На этой площади (б. Сенатской) 14(26) декабря 1825 года произошло восстание декабристов, первое в России вооруженное восстание против самодержавия».

### Особняк графини А.Г. Лаваль(Английская набережная, дом 4, Галерная улица, дом 3)
Дом графини А. Г. Лаваль или Государственный центральный исторический архив. Дом построен в классическом стиле в 1790-е годы по проекту арх. А. Н. Воронихина, в начале 1800-х годов перестроен архитектором Ж.-Ф. Тома де Томоном. В конце XIX века здание принадлежало Самуилу Полякову из династии железнодорожных концессинеров и банкиров Поляковых. Братья Самуила Соломоновича владели домами № 12 и № 62 на Английской набережной. Главный фасад декорирован колоннадой из 10-и ионических колонн, окна боковых крыльев оформлены треугольными фронтонами-сандриками, над которыми размещены скульптурные панно на мифологические темы. С 1965 по 2006 годы здание принадлежало Центральному государственному историческому архиву (ЦГИА СССР, РГИА). С 2008 года в здании расположен Конституционный суд Российской Федерации.

### Дом Э. П. Казалета (Английская набережная, дом 6, Галерная улица, дом 5)
Дом Э. П. Казалета (Тенишевых) перестроен в стиле необарокко в 1865—1866 годах по проекту архитектора В. Е. Стуккея для почётного гражданина фабриканта Э. П. Казалета. Здание обильно декорировано скульптурой. В 1869—1897 годах здесь находился Петербургский международный коммерческий банк. С 1907 года размещалась Театральная школа А. С. Суворина. Сейчас здание принадлежит новому офису «Газпрома».

### Дом Ф. И. Паскевича (Английская набережная, дом 8, Галерная улица, дом 7)
Особняк Ф. И. Паскевича-Эриванского перестроен в стиле эклектики в 1856—1857 годах по проекту архитекторов А. Х. Пеля, Р. А. Гёдике для князя князя Паскевича-Эриванского. Проект реконструкции фасада по Английской набережной был высочайше утверждён 30 мая (11 июня) 1857 года, дозволение на эту реконструкцию и устройство двух галерей на чугунных колоннах было выдано владельцу — Ф. И. Паскевичу 8 (20) июня 1857 года.

### Дом А. Л. Нарышкина (Английская набережная, дом 10, Галерная улица, дом 9)
Особняк А. Л. Нарышкина или Дом Воронцова-Дашкова построен в 1736—1738 годах для А.Л. Нарышкина, с 1812 года принадлежал графу А. И. Остерману-Толстому, а с 1867 года — Воронцовым-Дашковым (до 1917 года). С 1929 года в здании разместилась Всесоюзная торговая палата.

- Дом № 12  7830958000 — дом купца М. Маркевича, построен в 1845 году по проекту архитектора Иеронима Корсини. В начале XX века собственником здания был Лазарь Поляков[11].
- Дом № 14  781510378370005 (ЕГРОКН). 7810692000 (БД Викигида) — особняк Тенишевых (особняк М. К. Чаплиц). Здание было построено в 1870—1872 г. по проекту арх. В. Ф. Эстеррейха, в 1898 г. перестроено арх-м Е. А. Сабанеевым, в 1909 г. — арх. С. Ю. Красковским[12].
- Дом № 16  781510352500005 (ЕГРОКН). 7810692000 (БД Викигида) — особняк П. П. Дурново. Здание было построено в XVIII веке. Перестраивалось в 1837 году архитектором А. А. Михайловым и в 1872 году архитектором Л. Ф. Фонтана[13].
- Дом № 18 — дом А. Лобанова-Ростовского (Дом купца 1-й гильдии Д. И. фон Гардера и его наследников)[14] до 1872 года — Собственный дом Санкт-Петербургского частного коммерческого банка в 1872—1904 годах[15].
- Дом № 20  7830959000 — дом В. П. Орлова-Давыдова. Особняк был подарен графу Алексею Орлову императрицей Екатериной II. Построен в XVIII в., в 1866—1867 гг. перестраивал арх. К. К. Кольман, реконструкции кон. XIX — нач. XX века[16].
- Дом № 22  7830960000 — дом С. П. Горсткина (доходный дом Н. В. Толстой) — особняк герцога Лейхтенбергского, арх-р Цезарь Кавос, 1896[17].
- Дом № 24  7830961000 — дом Н. А. Кондоиди (Олсуфьевой) — Дом О. Н. Варгуниной — Дом В. В. Скаржинского.
- Дом № 26  781510353080005 (ЕГРОКН). 7810692000 (БД Викигида) — дом Челышева, архитектор А. И. Мельников, 1835 год.
- Дом № 28  781510321300006 (ЕГРОКН). 7810692000 (БД Викигида) — особняк П. Г. Дервиза. Здание XVIII века, перестроенное в 1889—1890 годах архитектором А. Ф. Красовским. В 1904—1917 годах — дворец великого князя Андрея Владимировича. В настоящее время дом занимает Дворец бракосочетаний № 1.
- Дом № 30 — особняк Э. М. Мейера. Здание 1730 года, перестроенное архитекторами Р. Б. Бернгардом и К. К. Рахау в 1870—1872 годах.
- Дом № 32 — дом Коллегии иностранных дел. Здание построено в 1750-е годы для князя Б. А. Куракина, перестраивалось в 1782—1783 годах архитектором Д. Кваренги для Коллегии иностранных дел. В 1802—1832 годах здесь находилось Министерство иностранных дел, в 1832—1855 годах — Императорская военная академия, в 1855—1904 годах — Академия Генерального штаба[18].
- Дом № 34, литеры А, Б — особняк С. П. фон Дервиза, в 1883 году особняки А. Н. Долгоруковой и Г. Г. Винекена были объединены в один особняк со стороны набережной и перестроены архитектором П. П. Шрейбером, в 1900 году тем же архитектором совместно с архитектором М. Н. Кондратьевым надстроен третьим этажом, в 1908 году разделен на два самостоятельных особняка с сохранением фасада — левая часть продана Н. Н. Шебеко, правая часть — Е. В. Игнатьевой, в 1930-е годы был настроен четвёртым этажом.
- Дом № 36 — доходный дом В. А. Вонлярлярского.
- Дом № 38 — доходный дом А. Ф. Кларка.
- Дом № 40 — особняк А. И. Томсен-Боннара (В. И. Асташева).
- Дом № 42 — особняк А. А. Яковлева (А. В. Полежаева).
- Дом № 44  781510342780006 (ЕГРОКН). 7810692000 (БД Викигида) — Особняк Румянцева. Здание было возведено в XVIII веке и перестроено в 1826—1827 годах по проекту архитектора В. А. Глинки для государственного деятеля, мецената и коллекционера графа Н. П. Румянцева. Фасад особняка украшает мощный двенадцатиколонный портик с горельефом работы И. П. Мартоса «Аполлон на Парнасе»[19]. В настоящее время здесь находится музей.
- Дом № 46  7830965000 — особняк и дом И. Д. Булычева (С. Б. Кафталя)[20].
- Дом № 48  781520353520005 (ЕГРОКН). 7810692000 (БД Викигида) — особняк П. К. Ферзена (А. Я. Прозорова).
- Дом № 50 — особняк Капнистов (дом Стенбок-Ферморов).
- Дом № 52 — дом А. М. Головина (Струковых).
- Дом № 54 — дворец Великого князя Михаила Александровича, арх. Р. Ф. Мельцер.
- Дом № 56 — Англиканская церковь Иисуса Христа 1814—1815 годов, арх. Дж. Кваренги[21].
- Дом № 58 — дом Е. Занадеоровой.
- Дом № 60 — особняк Н. Н. Теплова. Первое здание на участке, принадлежавшем двоюродному брату первой жены Петра I, отмечено ещё на планах середины 1730-х. После нескольких перестроек, в 1864-м под руководством арх-ра Л. Ф. Фонтана дом переоформили стилистически и добавили третий этаж, а современный облик здание получило после перестройки в 1870-м по проекту П. Мижуева[22].
- Дом № 62 — особняк М. Н. Челищева — Дом И. Л. и И. Л. Варшавских — дом Я. С. Полякова[23].
- Дом № 64 — особняк П. Бетлинга. В конце XIX века зданием владела Софья Васильевна Линдес, по её приглашению особняк перестроил архитектор Виктор Шрётер. С 1913-го дом принадлежит шведскому посольству[23].
- Дом № 66 — дом князя Л. Д. Вяземского.
- Дом № 68 — особняк барона А. Л. Штиглица — дворец великого князя Павла Александровича. С начала 1990-х годов пустует и не используется[24].
- Дом № 70 — особняк С. В. Гвейера, 1720—1730 гг.[25]
- Дом № 72 — дом А. Ф. Раля (особняк Е. Ф. Молво), арх. Бенуа А. Н.
- Дом № 74 — дом Н. А. Демидова — дом Я. В. Виллие (А. Ф. Гауша). Двухэтажный дом Никиты Никитича Демидова отмечен уже на планах 1737 года. К 1799-му здание было несколько видоизменено, а 1820-х перестроено в три этажа. Яков Васильевич Виллие владел участком с середины до конца XIX столетия[26][27].

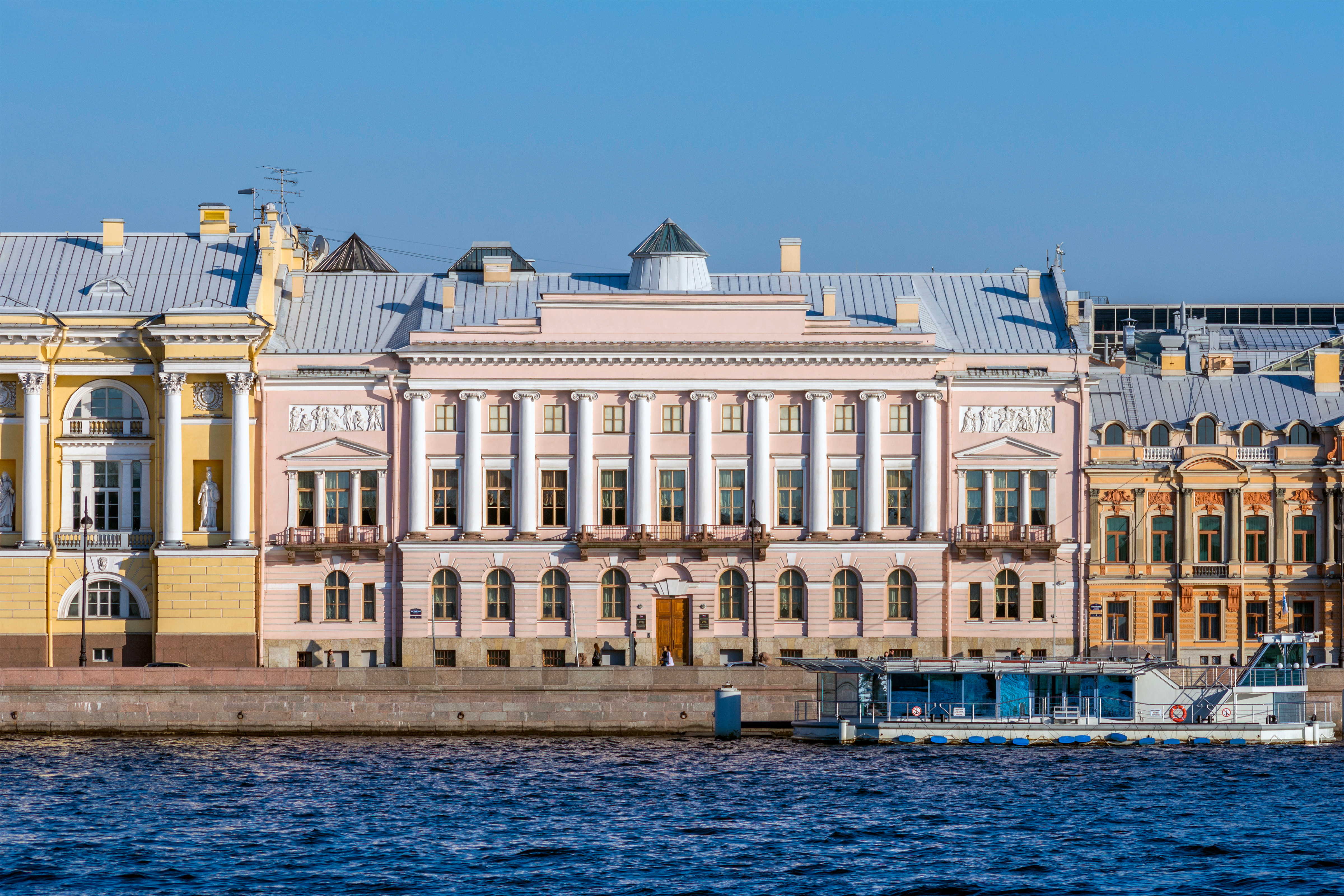
Дом графини Лаваль

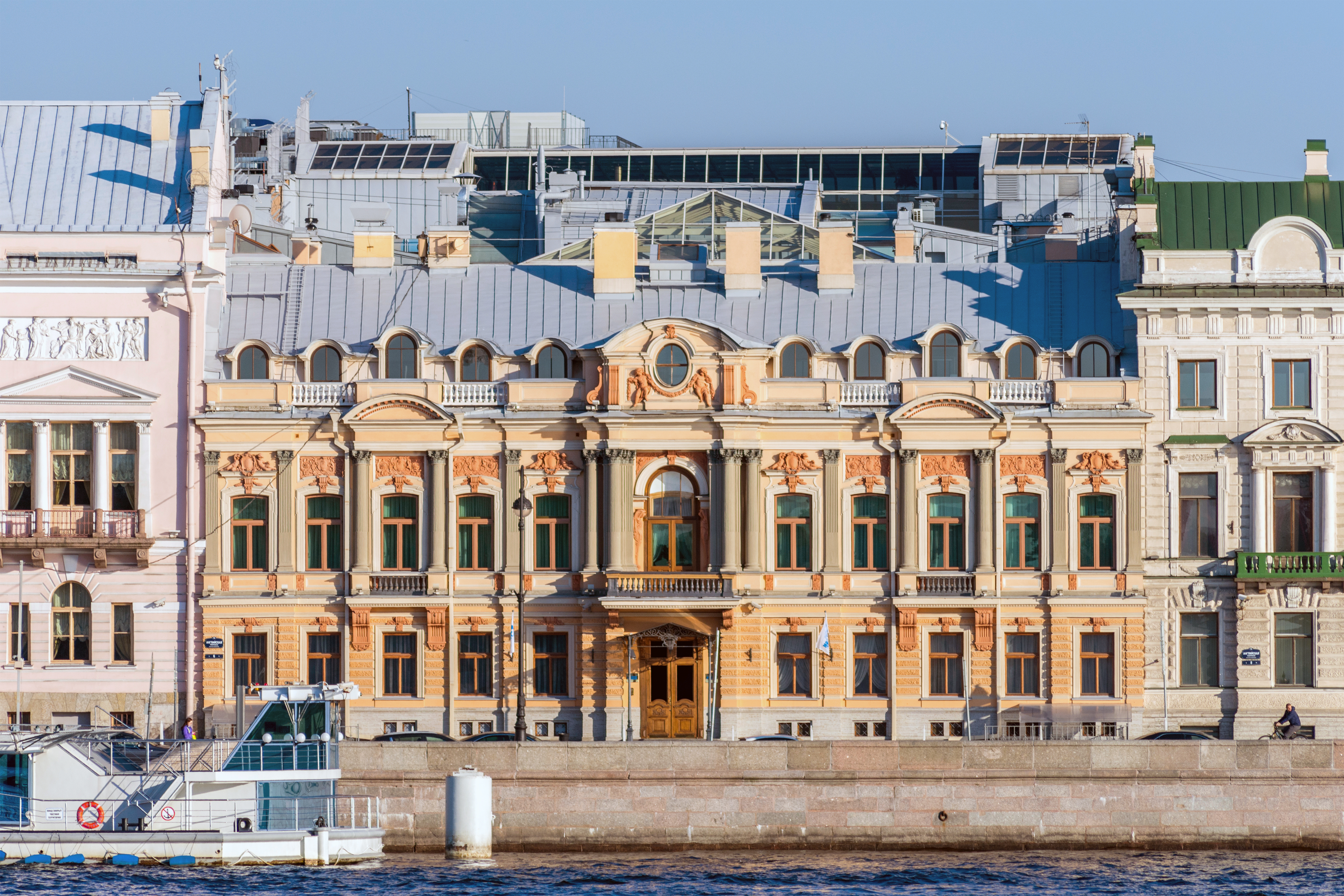
Дом Э. П. Казалета — Особняк Тенишевых

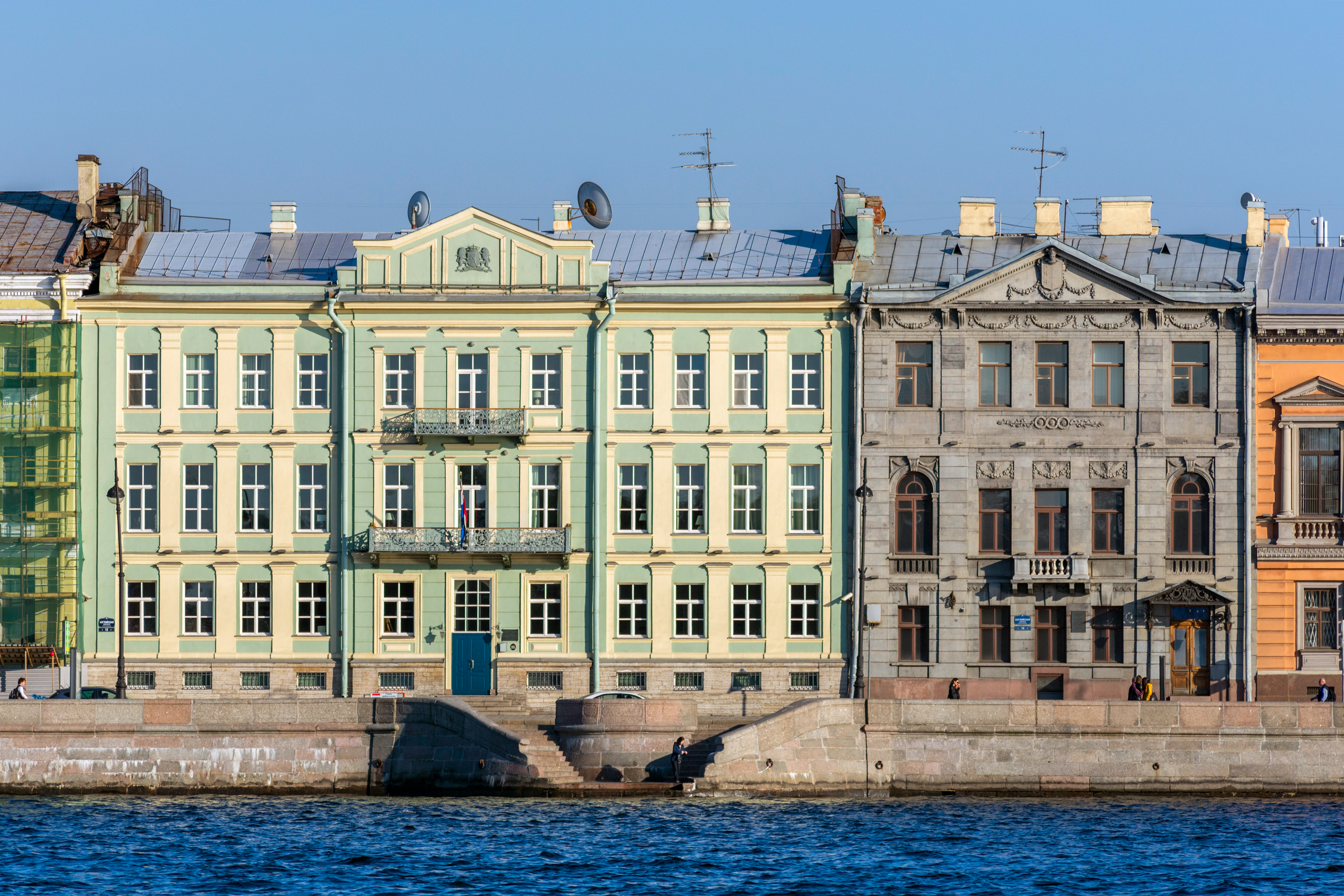
Дом Маркевича (слева) и особняк Тенишевых (справа)

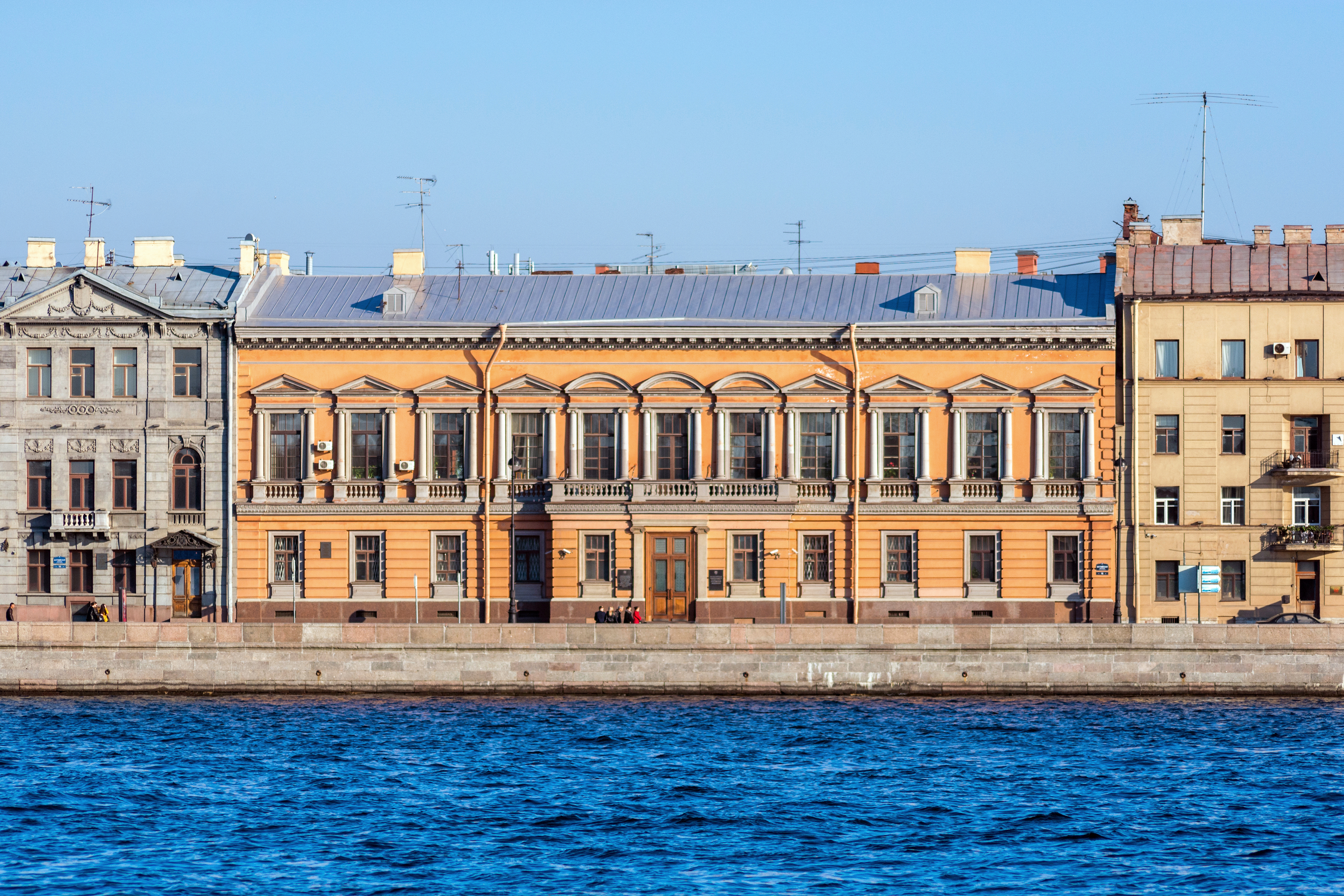
Особняк П. П. Дурново

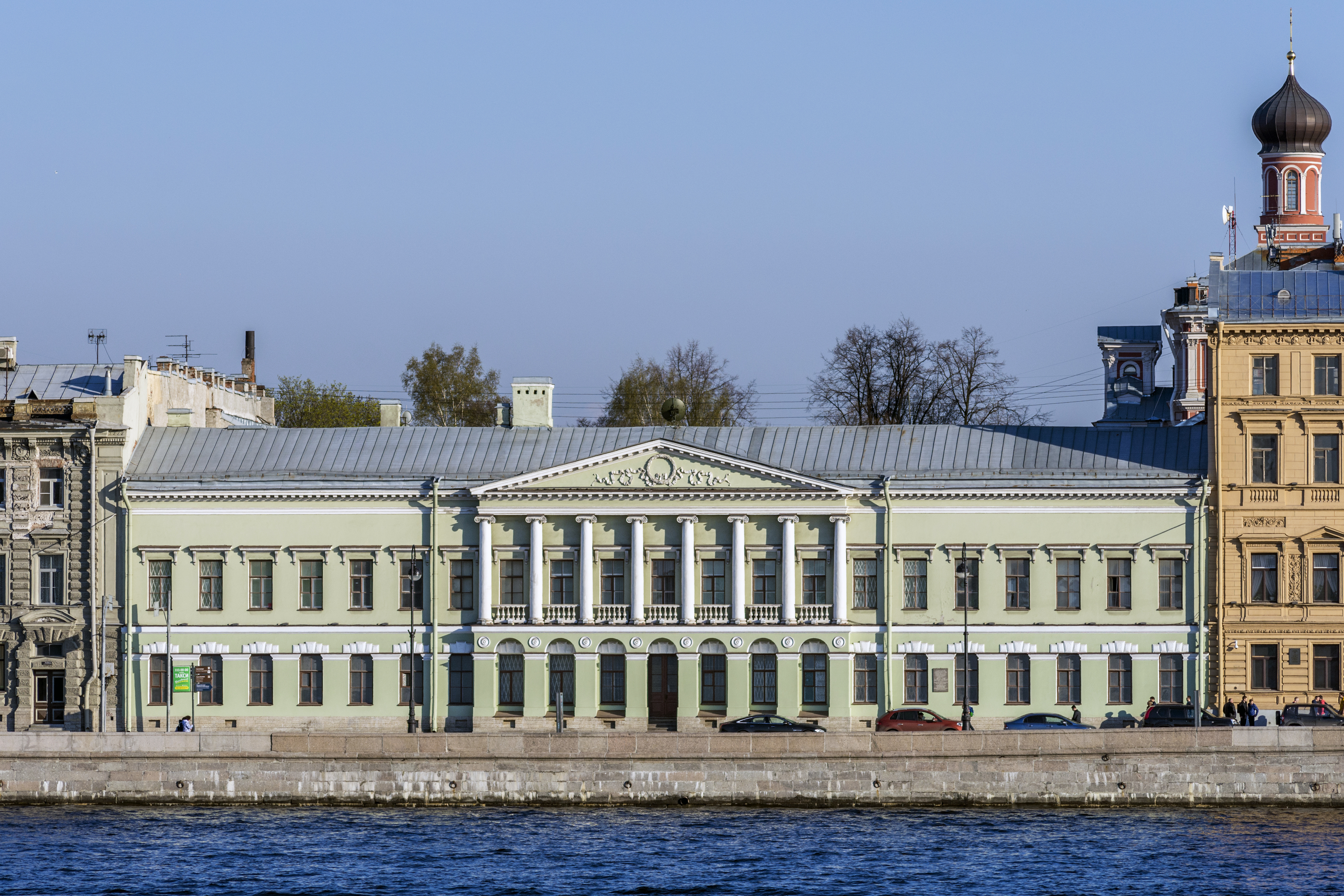
Здание Коллегии иностранных дел

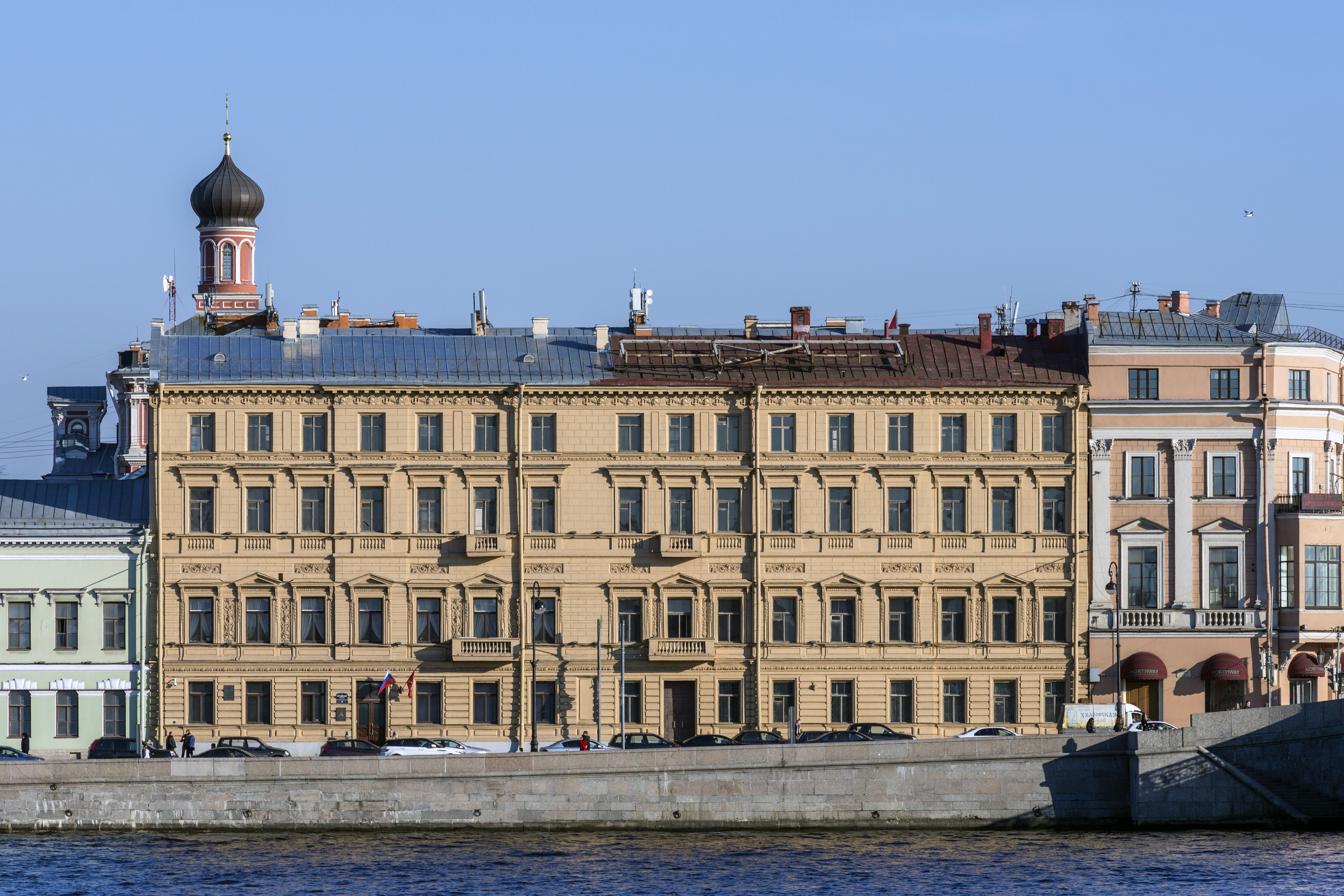
Особняк Н. Н. Шебеко (левая часть) и Особняк Е. В. Игнатьевой (правая часть), бывший особняк С. П. фон Дервиза

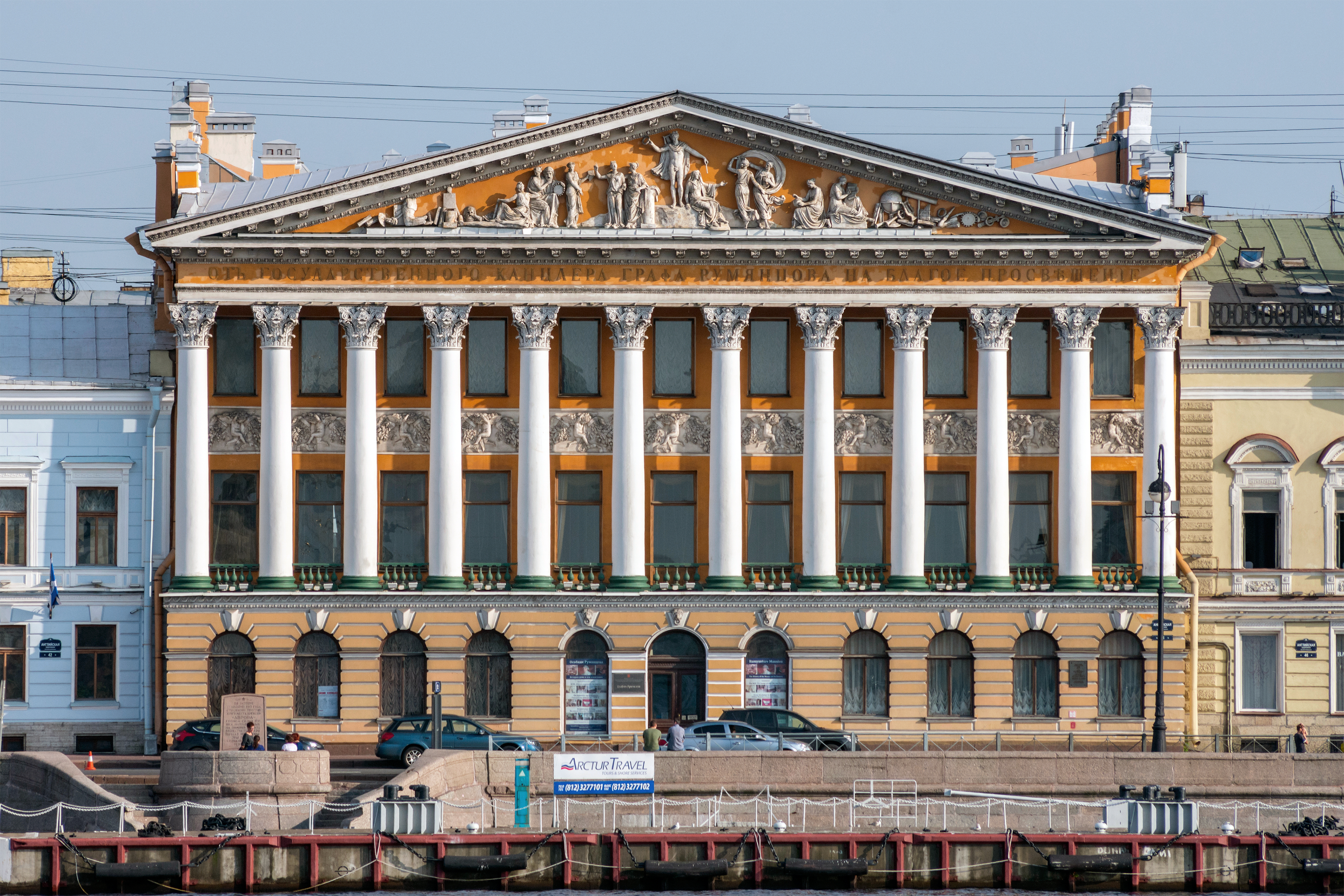
Особняк Румянцева

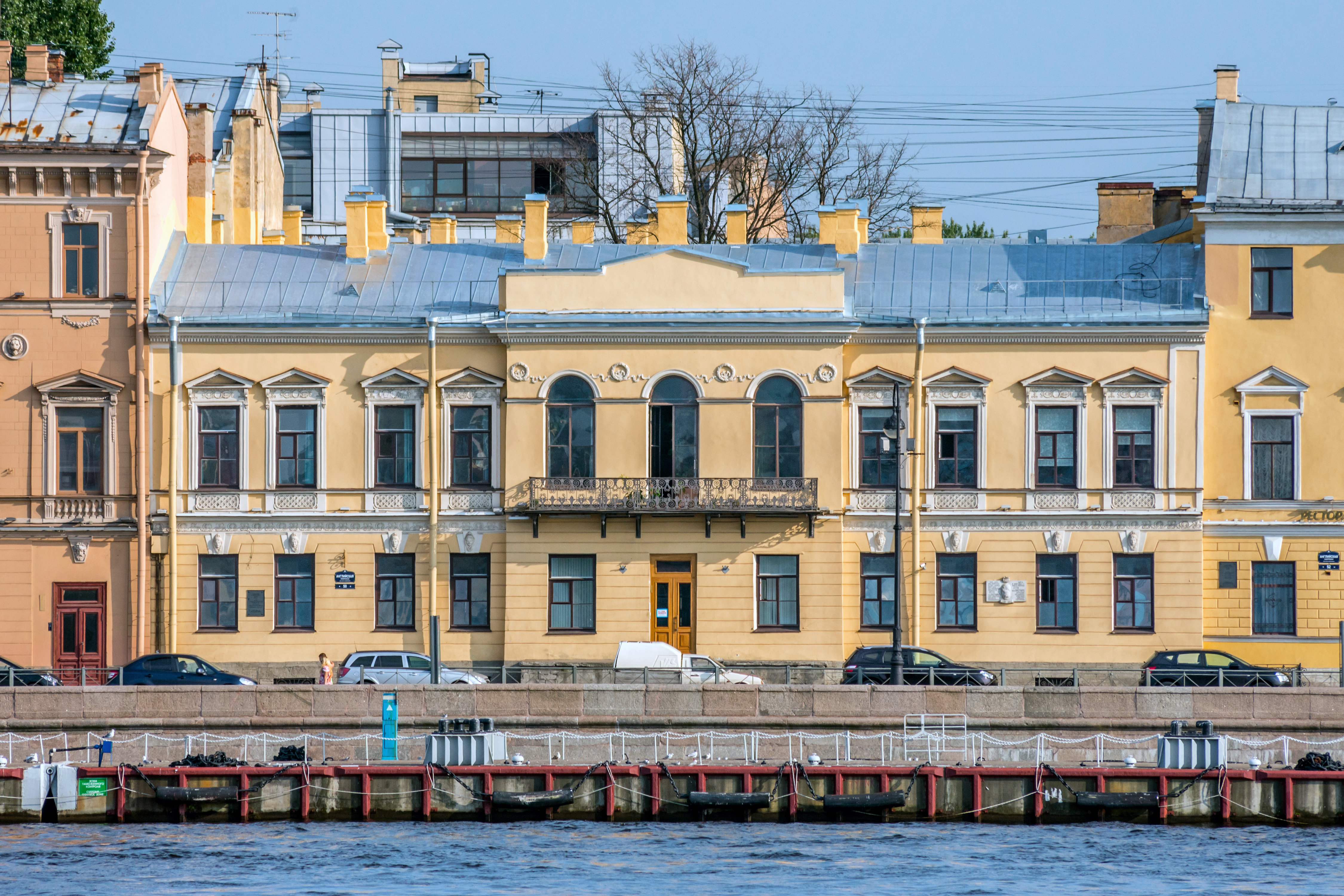
Дом Капнистов — Дом Стенбок-Ферморов